# Richard X
Richard Philips, más conocido como Richard X, es un compositor y productor de música británico.

## Historia
Richard X comenzó haciendo música underground y con el seudónimo Girls on Top. Posteriormente produjo a la banda Sugababes. En 2010, Richard X coprodujo "Alive", álbum de Goldfrapp. En 2013, Richard X coprodujo y coescribió todas las canciones del 16.º álbum de Erasure The Violet Flame.

## Discografía

### Girls on Top
Sencillos
- "Being Scrubbed" / "I Wanna Dance with Numbers" (enero de 2001)
- "Warm Bitch" / "We Don't Give a Damn About Our Friends" (agosto de 2001)

Álbumes
- Greatest Hits (abril de 2005)

### Richard X
Sencillos
- "Freak Like Me" (vs Sugababes) (#1, 2002)
- "Being Nobody" (vs Liberty X) (#3, 2003)
- "Finest Dreams" (featuring Kelis) (#8, 2003)
- "You Used To" (featuring Javine)

Álbumes
- Richard X Presents His X-Factor Vol. 1 (#31, agosto de 2003)
- Back to Mine Volume 17 (abril de 2004)[1][2]